# Operación Edelweiss
La Operación Edelweiss (en alemán: Edelweiß) fue la variación del Fall Blau alemán, ambas operaciones ejecutadas por Alemania durante la II Guerra Mundial. El plan original estipulaba la captura de los campos petrolíferos de la región de Maikop, no obstante, al planificar la operación Edelweiss, se decidió que el Grupo de Ejércitos A de Wilhelm List se dirigiría más al sur, hacia Bakú.

## Antecedentes
La operación fue autorizada por Hitler el 23 de julio de 1942. Las fuerzas de List incluían al I Ejército Panzer de Ewald von Kleist y al 17.º Ejército de Richard Ruoff. El flanco izquierdo de estas fuerzas debería ser cubierto por el Grupo de Ejércitos B, que también debería capturar Stalingrado. La Luftflotte 4 proporcionaría apoyo aéreo. El 11.º Ejército de Erich von Manstein, con su fuerza muy reducida, fue integrado con otros ejércitos del Grupo A y von Manstein fue enviado al cerco de Leningrado. Unos 15 mil trabajadores de la industria petrolera acompañaron a los soldados, para operar los pozos petrolíferos de Bakú y Maikop. 
Preparándose para explotar los yacimientos petroleros soviéticos, en Alemania se establecieron varias firmas, entre las que se incluyen "German Oil on Caucasus", "Ost-Öl" y "Karpaten-Öl". Estas firmas habían ganado derechos para explotar el petróleo en el Cáucaso por 99 años. Debido a esto, se fabricaron grandes cantidades de tuberías para oleductos, que luego resultaron útiles para los soviéticos en las reparaciones posteriores a la guerra. Para proteger a las instalaciones petroleras soviéticas de la destrucción, se prohibió a la Luftwaffe realizar cualquier clase de bombardeo sobre las mismas, además, se crearon regimientos especiales de cosacos y SS para evitar que el famoso ingeniero Nikolai Baibakov destruyera sus propias instalaciones. El jefe de la Abwehr desarrolló la operación "Shamil", que incluía desembarcos en Grozny, Malgobek y Maikop, para tomarlas por sorpresa.

## Desarrollo de las operaciones
El 23 de julio, Rostov del Don cayó en manos alemanas y los tanques de von Kleist atravesaron las estepas del Cáucaso sin encontrar ninguna resistencia importante. No obstante, en todo momento estuvieron escasos de combustible, dependiendo de suministros aéreos y de hasta caravanas de camellos para mantener los tanques andando. El 9 de agosto, los campos de Maikop fueron conquistados, aunque los depósitos de combustible habían sido destruidos. Desde Maikop, tropas alemanas de montaña partieron al Monte Elbrus, colocando la bandera nazi en la cima el 21 de agosto.
En este punto, lo largo de las líneas de suministro empezó a sentirse, ya que los tanques que protegían Maykop empezaron a tener problemas para defender la posición y era imposible avanzar hasta Grozny para luego ir hasta Bakú. Esto se debió en parte a que los aviones alemanes que los mantenían abastecidos de manera precaria, fueron enviados a ayudar al 6.º Ejército atrapado en la batalla de Stalingrado. Desde el 24 de agosto se empezó a combatir seriamente en Mozdok, al noroeste de Grozny. El 15 de octubre, von Kleist le pidió a Hitler que enviara más panzers al campo de batalla, ya que aunque habían avanzado varios kilómetros a través de las colinas de Chechenia, las bajas alemanas habían sido fuertes. Hitler se negó, ya que no podía sacar ninguna unidad acorazada del frente de Stalingrado, donde cada día la situación era más crítica. Al día siguiente, von Kleist ordenó a sus tropas que se replegaran detrás del río Terek y que asumieran una posición defensiva. De esta manera el frente de Grozny se estabilizó durante dos meses a menos de 48 km de la capital chechena.
El 18 de noviembre se inició una ofensiva soviética sobre las aisladas unidades alemanas en el Cáucaso, que para mediados de diciembre tuvieron que retirarse. Hitler no intentó detener el avance soviético ya que su mirada estaba fija en Stalingrado, por lo que todos los territorios para ganar el Cáucaso hechos meses antes se perdieron rápidamente. De esta manera, los objetivos de las operaciones Azul y Edelweiss no se cumplieron, y el petróleo soviético continuó alimentado a la maquinaria del Ejército Rojo.

## Cronología

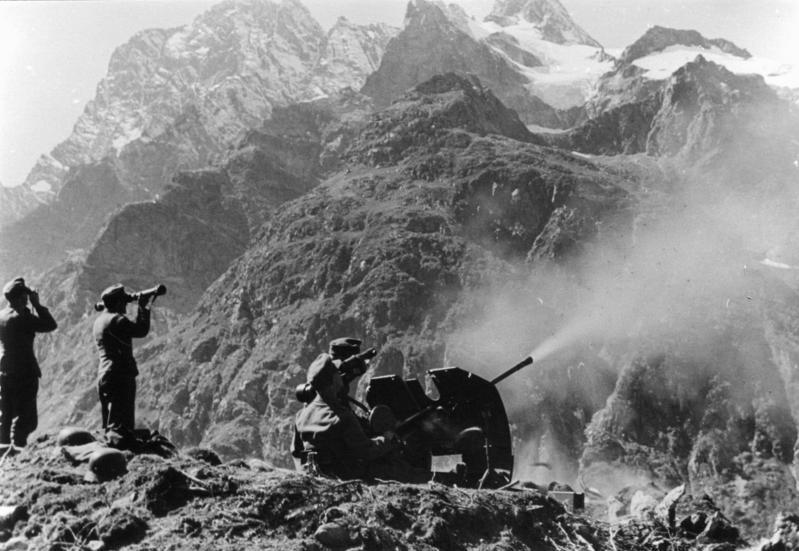
Tropas alemanas manejando un cañón antiaéreo en las cumbres del Cáucaso, septiembre de 1942.

### Conquistas alemanas
- 3 de agosto de 1942 - La Wehrmacht toma Stávropol
- 10 de agosto de 1942 - La Wehrmacht toma Maykop
- 12 de agosto de 1942 - La Wehrmacht toma Krasnodar
- 25 de agosto de 1942 - La Wehrmacht toma Mozdok
- 11 de septiembre de 1942 - La Wehrmacht toma Novorossiysk

### Contraofensivas soviéticas
- 3 de enero de 1943 - El Ejército Rojo toma Mozdok
- 21 de enero de 1943 - El Ejército Rojo toma Stávropol
- 23 de enero de 1943 - El Ejército Rojo toma Armavir
- 29 de enero de 1943 - El Ejército Rojo toma Maykop
- 5 de febrero de 1943 - El Ejército Rojo desembarca y toma Novorossiysk
- 12 de febrero de 1943 - El Ejército Rojo toma Krasnodar
- 9 de septiembre de 1943 - La línea Azul alemana es rota
- 16 de septiembre de 1943 - El Ejército Rojo toma Novorossiysk
- 9 de octubre de 1943 - El Ejército Rojo toma el Cáucaso